# Trans-Pecos
Trans-Pecos je geografický region Texasu. Termín Trans-Pecos byl poprvé definován v roce 1887 texaským geologem Robertem T. Hillem a definuje tu část Texasu, která leží západně od řeky Pecos. Oblast je také nazývána „Far West Texas“ (Daleký západní Texas), a je součástí západního Texasu (West Texas). Region Trans-Pecosu se nachází v poušti Chihuahua, nejhornatější a nejsušší části Texasu. Poušť sousedí s národními parky Texasu Big Bend a Guadalupe Mountains.

## Demografie
Region Trans-Pecos sestává z devíti texaských okresů: Brewster, Culberson, El Paso, Hudspeth, Jeff Davis, Pecos, Presidio, Reeves, a Terrell. Okres Brewster (Brewster County) je největším, má celkovou rozlohu 16 040 km², což je přibližně o 10 procent víc, než stát Connecticut, hustota obyvatel představuje jenom 1,4 obyvatel na čtvereční míli. Brewsterský okres ale není nejméně zalidněn, okres Terrell má ještě menší hustotu obyvatel, na ploše 6107 km² žije jenom 1081 obyvatel a hustota zalidnění činí méně než 0,5 obyvatel na čtvereční míli.
Zdaleka největší hustotu obyvatel má okres El Paso, důvodem je město El Paso, jedno z největších v Texasu.